# Moria (компьютерная игра)
Moria — rogue-подобная компьютерная игра, основанная на событиях, описываемых в романе английского писателя Дж. Р. Р. Толкина «Властелин колец». Цель игры — добраться до нижнего уровня рудников подземного города-государства Мории и убить обитающее там демоническое существо — балрога. Исходная версия игры была написана Робертом Аланом Кёнеке (англ. Robert Alan Koeneke) в Университете Оклахомы после того, как он заинтересовался игрой Rogue, имеющей похожую стилистику. Однако Алан не смог запустить её на машине VAX 11/780 с ОС VMS, доступ к которой у него тогда имелся.
Версия 1.0 была написана на VMS Pascal и завершена летом 1983 года. Начиная с 1985 года, исходный код игры широко распространялся под лицензией, которая допускала копирование и внесение изменений, но исключала коммерческое использование продукта. Впоследствии Кёнеке выпустил окончательную версию игры Moria 4.7, однако разработка не прекратилась, и позже другими авторами создавались новые версии.
Moria породила несколько производных игр. Джим Вильсон (англ. Jim E. Wilson) создал Umoria — модифицированную версию Moria на языке Си для UNIX и MS-DOS. В Вашингтонском университете Паскаль-версия игры была модифицирована и появилась новая игра Imoria, которая затем была портирована на Си Стивом Кертесом (англ. Steve Kertes). В университете Уорик на основе Umoria была создана игра Angband. Более того, известно, что она вдохновила разработку игры Diablo.
В конце 1970-х годов на CDC PLATO существовала, не имеющая отношение к Роберту Кёнеке аналогичная игра, также называвшаяся Moria.

## Протагонист
Игра Moria начинается с создания игрового персонажа. Игрок выбирает расу из следующих: человек (англ. Human), полуэльф (англ. Half-elf), эльф (англ. Elf), полурослик (англ. Halfling), гном (англ. Gnome), карлик (англ. Dwarf), полуорк (англ. Half-Orc), полутролль (англ. Half-troll). Также игрок выбирает класс героя из следующих: воин (англ. Warrior), маг (англ. Mage), жрец (англ. Priest), бродяга (англ. Rogue), странник (англ. Ranger), паладин (англ. Paladin). Выбор расы определяет характеристики и то, какие классы доступны для персонажа (например, человек может выбирать из всех классов, тогда как полутролль может стать либо воином, либо жрецом). Класс более детально определяет характеристики героя и навыки, которые он же сможет освоить в игре. Маги, странники и бродяги могут изучать магию, жрецы и паладины могут изучать молитвы, воины не имеют дополнительных способностей.
Игровой персонаж имеет шесть характеристик:
- STR (сила; англ. strength) — влияет на повреждения, наносимые во время атаки, и вес, который персонаж способен нести;
- INT (разум; англ. intelligence) — влияет на способность использовать магические заклятья и объекты;
- WIS (мудрость; англ. wisdom) — влияет на способность использовать молитвы и сопротивляться магическим атакам;
- DEX (ловкость; англ. dexterity) — влияет на способность уклоняться от атак, обезвреживать ловушки и открывать замки́ без ключей;
- CON (телосложение; англ. constitution) — влияет на сопротивляемость повреждениям;
- CHR (харизма; англ. charisma) — влияет на цены в магазинах.